# Jeroen van der Lely
Jeroen van der Lely (Nijverdal, 22 maart 1996) is een Nederlands voormalig voetballer. Hij was oorspronkelijk een rechtervleugelverdediger, maar werd ook wel als linksback gebruikt. Van der Lely kwam uit de jeugd van FC Twente en maakte in augustus 2015 zijn debuut voor deze club in de Eredivisie. Na een kortstondig verblijf bij Vendsyssel FF uit Denemarken, kwam hij in januari 2020 zonder club te zitten, waarna hij later dat jaar besloot zijn profloopbaan te beëindigen.

## Clubcarrière
Van der Lely speelde in de jeugd van RKSV De Zweef en werd later opgenomen in de opleiding van FC Twente. In 2014 kreeg hij de Gouden Talenten Bokaal uitgereikt door de club. Exact een maand later ondertekende de vleugelverdediger een opleidingscontract bij de club. Van der Lely debuteerde voor Jong FC Twente in de Eerste divisie op 23 februari 2015, toen in de JENS Vesting met 3-1 werd gewonnen van De Graafschap. Twaalf minuten voor tijd liet coach Jan Zoutman de verdediger invallen voor middenvelder Nana Ntuli.
In juni 2015 liet de verdediger zijn contract tot medio 2017 ontbinden en hij besloot te stoppen als voetballer en zich te richten op een maatschappelijke carrière. Hier kwam hij een maand later op terug, waarop FC Twente hem terugnam. Van der Lely sloot zich aan bij de eerste selectie en maakte met een invalbeurt tegen ADO Den Haag op 15 augustus 2015 zijn debuut voor FC Twente. In oktober 2015 kreeg hij een nieuw contract tot 2017 met een optie voor twee extra seizoenen. In het seizoen 2015/16 kwam Van der Lely tot 21 competitiewedstrijden voor het eerste elftal. Hiervan mocht hij twaalf keer in de basis starten. Van der Lely verlengde in december 2016 zijn contract tot medio 2020. Met Twente degradeerde hij in 2018 naar de Eerste divisie. Hij kwam echter nauwelijks nog tot spelen en nadat begin september 2019 zijn contract ontbonden werd, tekende hij voor één jaar bij Vendsyssel FF in de Deense 1. division. Een half jaar later werd ook daar zijn contract ontbonden.
Van der Lely maakte in mei 2020 bekend te stoppen met betaald voetbal en te starten met een studie Literatuurwetenschap. Hij was van plan zich aan te melden bij de Utrechtse derdedivisionist USV Hercules, maar zag daar kort voor aanvang van het seizoen 2021/22 toch vanaf.

## Clubstatistieken
| Seizoen | Club           | Competitie     | Competitie | Competitie | Beker | Beker | Internationaal | Internationaal | Totaal | Totaal |
| Seizoen | Club           | Competitie     | Wed.       | Dlp.       | Wed.  | Dlp.  | Wed.           | Dlp.           | Wed.   | Dlp.   |
| ------- | -------------- | -------------- | ---------- | ---------- | ----- | ----- | -------------- | -------------- | ------ | ------ |
| 2014/15 | Jong FC Twente | Eerste divisie | 11         | 0          | —     | —     | —              | —              | 11     | 0      |
| 2015/16 | FC Twente      | Eredivisie     | 21         | 0          | 1     | 0     | —              | —              | 22     | 0      |
| 2016/17 | Jong FC Twente | Tweede divisie | 5          | 0          | —     | —     | —              | —              | 5      | 0      |
| 2016/17 | FC Twente      | Eredivisie     | 27         | 0          | —     | —     | —              | —              | 27     | 0      |
| 2017/18 | FC Twente      | Eredivisie     | 21         | 1          | 5     | 0     | —              | —              | 26     | 1      |
| 2018/19 | FC Twente      | Eerste divisie | 3          | 0          | —     | —     | —              | —              | 3      | 0      |
| 2019/20 | Vendsyssel FF  | 1. division    | 7          | 0          | 2     | 0     | —              | —              | 9      | 0      |
| Totaal  | Totaal         | Totaal         | 95         | 1          | 8     | 0     | 0              | 0              | 103    | 1      |

## Erelijst
| Eerste divisie | 1 | 2018/19 |